# پولکوویتسه (جمهوری چک)
پولکوویتسه (به چکی: Polkovice) یک روستا و منطقهٔ مسکونی در جمهوری چک است که در ناحیه پرروف واقع شده‌است. پولکوویتسه ۷٫۰۵ کیلومتر مربع مساحت و ۵۰۳ نفر جمعیت دارد و ۱۹۹ متر بالاتر از سطح دریا واقع شده‌است.